# جويل إنغل
جويل إنغل (بالإنجليزية: Joel Engle)‏ هو عازف بيانو أمريكي، ولد في 1968.

## وصلات خارجية
- جويل إنغل على موقع ميوزك برينز (الإنجليزية)
- جويل إنغل على موقع أول ميوزيك (الإنجليزية)
- جويل إنغل على موقع ديسكوغز (الإنجليزية)